# خرداقلیم
خُرداقلیم (یا ریز اقلیم، میکرو اقلیم، انگلیسی: Microclimate) به مجموعه‌ای از شرایط جوی در محدوده‌ای مشخص گفته می‌شود که به‌طور قابل توجهی از شرایط جوی اطراف یا اقلیم معمول منطقه متفاوت است. شاخه‌های مختلفی از علوم مانند زیست‌شناسی یا جغرافیا این اصطلاح را در توصیف محدوده‌ای به کوچکی چند متر مربع یا حتی کوچک‌تر (مانند سطح زمین یک باغ، زیر صخره یا غار) یا به بزرگی چند کیلومتر مربع به کار می‌برند. از آنجایی که اقلیم مشخصه‌ای آماری است و بر تغییر مکانی و زمانی میانگین متغیرهای آب و هوایی دلالت دارد، در هر منطقه مجموعه‌ای از شرایط آماری متمایز، یا به عبارت دیگر مجموعه‌ای از خرداقلیم‌ها می‌تواند وجود داشته باشد.

## مثال‌هایی از خرداقلیم
خرداقلیم‌ها محدود به مناطق طبیعی نیستند و در مناطق متراکم شهری نیز وجود دارند؛ جایی که ساختمان‌ها و آسفالت خیابان با جذب انرژی خورشید گرم شده و همان گرما را دوباره به هوای محیط برمی‌گردانند. در لابه‌لای همین مناطق هم وجود یا کمبود پوشش گیاهی یا وجود آب به اشکال مختلف می‌تواند در ایجاد خرداقلیم‌های جدید مؤثر باشد.
خرداقلیم می‌تواند شرایط مساعد رشد را برای گیاهانی فراهم کند که در منطقه وسیع‌تر امکان رشد و نمو ندارند. از همین رو می‌توان خرداقلیم‌هایی را به صورت هدفمند ایجاد کرد. به عنوان مثال انواع گلخانه‌ها یا آب‌نماهای شهری از این دسته‌اند. از آن طرف، ممکن است نیاز به خرداقلیمی باشد که رشد هرگونه جانداری از جمله قارچ یا کپک را محدود می‌کند؛ مثلاً محیط داخلی موزه‌ها و انبارها که در آنها لازم است دما و رطوبت کنترل شود.
عوارض جغرافیایی زمین مانند بلندی‌ها، شیب‌ها، دره‌ها، شکاف‌ها و غارها و نیز نوع خاک در پیداش انواع متنوعی از خرداقلیم مؤثرند. به عنوان مثال، شیب‌های رو به جنوب در نیمکره شمالی و شیب‌های رو به شمال در نیمکره جنوبی که بیشتر در معرض نور مستقیم خورشید قرار دارند، از خرداقلیم گرم‌تر و خشک‌تری نسبت به نواحی اطراف برخوردارند.